# Un autre monde (nouvelle)
Un autre monde est une nouvelle affiliée au merveilleux scientifique, publiée dans la Revue de Paris no 5 en 1895. Écrite à l'époque de la collaboration des frères Boex sous le pseudonyme collectif J.-H. Rosny, la convention littéraire de 1935 l'attribue néanmoins au seul J.-H. Rosny aîné.

## Intrigue
Un jeune garçon grandit et prend conscience non seulement de sa différence physique, mais également de l'existence de formes de vie lumineuses qu'il est le seul à percevoir.

## Autour de l'œuvre
La nouvelle est signée J.-H. Rosny à l'époque de la collaboration des deux frères. Néanmoins, la convention littéraire de 1935, établie par J.-H. Rosny aîné et J.-H. Rosny jeune, qui rattache officiellement les différents textes publiés sous pseudonyme collectif à son véritable auteur, attribue cette œuvre au seul J.-H. Rosny aîné.
Le récit est écrit à la première personne. Le narrateur, originaire de la province de Gueldre aux Pays-Bas, est un jeune garçon qui possède non seulement des caractéristiques  physiologiques singulières mais qui dispose également d'une vision extraordinaire lui permettant d'observer des formes lumineuses invisibles au commun des mortels. Si ce « mutant » apparaît aux yeux de son entourage comme un infirme et un original, arrivé à l'âge adulte, il parvient néanmoins à convaincre un médecin de la réalité de ses visions. Les deux hommes entreprennent alors d'étudier scientifiquement ces formes de vie lumineuses, qu'ils dénomment « Moedigen ».
Dans la revue Fiction en juillet 1960, Jacques Bergier et Alain Dorémieux estiment que le récit 

## Éditions françaises
- Revue de Paris no 5, 1895.
- Plon, 1898, dans le recueil Un autre monde.
- Éditions Marabout, coll. « Marabout Géant », 1973, dans le recueil Récits de Science-Fiction.
- Éditions Marabout, coll. « Bibliothèque Marabout – Science fiction » no 523, 1975, dans le recueil Récits de Science-Fiction.
- Bragelonne,  coll. « Les Trésors de la SF », 2012, dans le recueil La Guerre des règnes.